# اس‌تی‌اس-۱۱۶

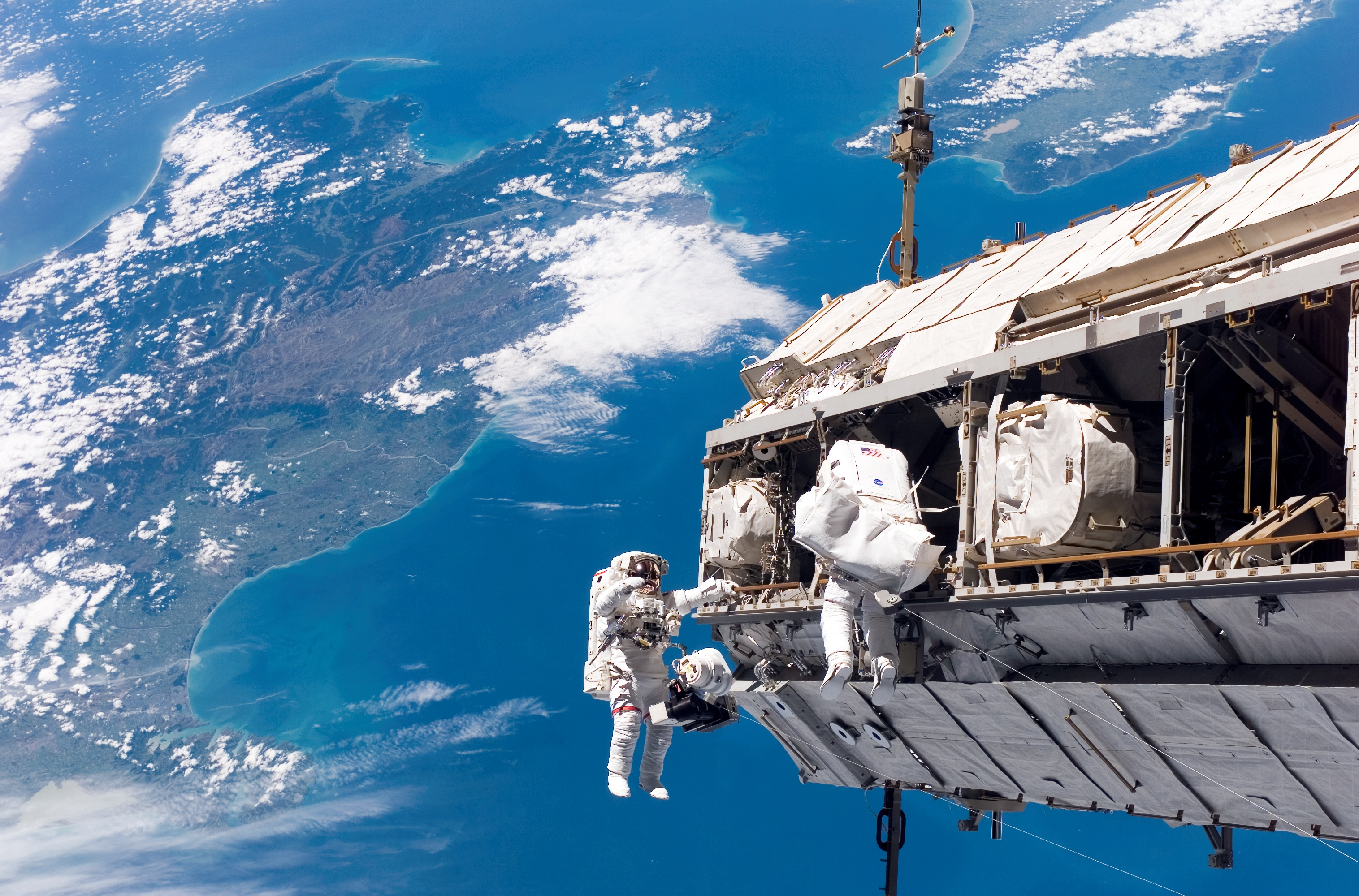
راهپیمایی فضایی در ماموریت اس‌تی‌اس-۱۶

اس‌تی‌اس ۱۱۶ (به انگلیسی: STS-116) یک ماموریت شاتل فضایی برای ایستگاه فضایی بین‌المللی (ISS) که توسط فضاپیمای دیسکاوری انجام شد. در ابتدا برای ۷ دسامبر ۲۰۰۶ برنامه‌ریزی شده‌بود اما به تعویق افتاد و در ۹ دسامبر ۲۰۰۶ در ساعت ۲۰:۴۷:۳۵ EST پرواز آغاز گشت. این پرواز اولین پرواز از اس‌تی‌اس-۱۱۳ (در ۲۳ نوامبر ۲۰۰۲) بود که در شب انجام گرفت.
ماموریت بعدی شاتل دیسکاوری اس‌تی‌اس-۱۲۰ بود که در ۲۳ اکتبر ۲۰۰۷ صورت گرفت.